# Kara-Jakupowo
Kara-Jakupowo (russisch Кара-Якупово, baschkirisch Ҡара Якуп) ist ein Dorf (selo) in Baschkortostan (Russland) mit 513 Einwohnern. (Stand 2010) Es ist Verwaltungszentrum des Kara-Jakupowski selsowet.

## Geographie
Der Ort liegt im Tschischminski rajon, 8 Kilometer bzw. 11 Straßenkilometer vom Verwaltungssitz des Rajons, Tschischmy, entfernt. Der nächstgelegene Ort ist Gorny. Die nächste Bahnstation in Tschischmy ist 8 Kilometer entfernt.

## Bevölkerung
Im Jahr 2010 lebten 513 Menschen im Dorf, die meisten davon (97 %, Stand 2002) Baschkiren.
| Jahr | Einwohner |
| ---- | --------- |
| 2002 | 448       |
| 2009 | 520       |
| 2010 | 513       |